# Bachzimmern
Bachzimmern ist ein Ortsteil der Gemeinde Immendingen im westlichen Landkreis Tuttlingen in Baden-Württemberg.

## Geographie

### Geographische Lage
Bachzimmern liegt in der Ostbaar umringt von bewaldeten Hügeln im engen Weisenbachtal.

## Geschichte
Bachzimmern wurde erstmals im 12. Jahrhundert urkundlich erwähnt.
1523 wurde die Schmelzhütte Ippingen-Bachzimmern des Fürstenbergischen Eisenwerks Hammereisenbach gegründet, die im 18. Jahrhundert wieder stillgelegt wurde. Im Jahr 1812 wurde eine neue Schmelze errichtet, seit 1833 Amalienhütte genannt, mit der Bachzimmern seine Blütezeit erlebte. In den 1830er Jahren wurde die Hütte von Ferdinand von Steinbeis geleitet. Daher wurde auch dessen Sohn Otto von Steinbeis in Bachzimmern geboren. 1878 wurde es schließlich endgültig stillgelegt.
Bachzimmern war bereits bei der Gemeindereform politischer Gemeindeteil von Immendingen. Derzeit hat der Ort rund 50 Einwohner.
Durch die Anstalt öffentlichen Rechts Forst Baden-Württemberg (ForstBW) wird der Forststützpunkt Tuttlingen/Bachzimmern, mit Forstwirt Ausbildung in Bachzimmern betrieben.

## Politik

### Wappen
|  | Blasonierung: „In Silber mit silber-blauem Wolkenbord ein blauer Wellenschrägbalken, begleitet von zwei roten Rosen“ |
|  | |

## Kultur und Sehenswürdigkeiten

### Bauwerke
Die Sehenswürdigkeiten Bachzimmerns sind die spätgotische Verenakapelle von 1591 und das ehemals fürstenbergische Jagdschloss aus dem 18. Jahrhundert.